# 120120 Kankelborg
120120 Kankelborg è un asteroide della fascia principale. Scoperto nel 2003, presenta un'orbita caratterizzata da un semiasse maggiore pari a 2,9115604 UA e da un'eccentricità di 0,0019196, inclinata di 2,16908° rispetto all'eclittica.